# Amphitrite (djur)
Amphitrite är ett släkte av ringmaskar som beskrevs av Otto Friedrich Müller 1771. Amphitrite ingår i familjen Terebellidae.

## Dottertaxa tillAmphitrite, i alfabetisk ordning[1][2]
- Amphitrite affinis
- Amphitrite agilis
- Amphitrite alcicornis
- Amphitrite attenuata
- Amphitrite birulai
- Amphitrite brunnea
- Amphitrite chloraema
- Amphitrite cirrata
- Amphitrite cornuta
- Amphitrite edwardsii
- Amphitrite figulus
- Amphitrite grayi
- Amphitrite groenlandica
- Amphitrite haematina
- Amphitrite johnstoni
- Amphitrite jucunda
- Amphitrite kerguelensis
- Amphitrite leptobranchia
- Amphitrite lobocephala
- Amphitrite luna
- Amphitrite malayensis
- Amphitrite marchilensis
- Amphitrite oculata
- Amphitrite ornata
- Amphitrite pachyderma
- Amphitrite pauciseta
- Amphitrite pennacea
- Amphitrite ramosa
- Amphitrite rosea
- Amphitrite rubra
- Amphitrite scylla
- Amphitrite variabilis
- Amphitrite ventilabrum
- Amphitrite ventricosa